# Чауш (сорт грозде)
Чауш е бял десертен сорт грозде с произход от Турция. Широко разпространен в Турция, Гърция, Румъния и България (основно в Пловдивско и Чирпанско).
Отличен десертен сорт с фин вкус и приятен ванилов аромат. Зрее през втората половина на август.
Гроздовете са средно големи до големи, цилиндрично-конични или с неопределена форма, разклонени, с различна плътност. Зърната са едри, овални или яйцевидни, жълто-зелени, със загар на осветената от слънцето страна. Кожица е крехка. Консистенцията е месеста и сочна. Вкус умерено сладък, със своеобразен тревист привкус.
Не издържа дълъг транспорт. Освен за прясна консумация се използва и за приготвянето на компоти и стафиди.